# Вайт-Меса (Юта)
Вайт-Меса (англ. White Mesa) — переписна місцевість (CDP) в США, в окрузі Сан-Хуан штату Юта. Населення — 178 осіб (2020).

## Географія
Вайт-Меса розташований за координатами 37°27′35″ пн. ш. 109°27′36″ зх. д. / 37.45972° пн. ш. 109.46000° зх. д. (37.459625, -109.459966).  За даними Бюро перепису населення США в 2010 році переписна місцевість мала площу 40,52 км², уся площа — суходіл.

## Демографія
Згідно з переписом 2010 року, у переписній місцевості мешкали 242 особи в 71 домогосподарстві у складі 50 родин. Густота населення становила 6 осіб/км².  Було 89 помешкань (2/км²).
Расовий склад населення:
| - 91,7 % — корінних американців - 3,7 % — білих |

До двох чи більше рас належало 4,5 %. Частка іспаномовних становила 4,1 % від усіх жителів.
За віковим діапазоном населення розподілялося таким чином: 37,2 % — особи молодші 18 років, 56,2 % — особи у віці 18—64 років, 6,6 % — особи у віці 65 років та старші. Медіана віку мешканця становила 24,6 року. На 100 осіб жіночої статі у переписній місцевості припадало 93,6 чоловіків;  на 100 жінок у віці від 18 років та старших — 72,7 чоловіків також старших 18 років.
За межею бідності перебувало 33,0 % осіб, у тому числі 17,5 % дітей у віці до 18 років та 64,7 % осіб у віці 65 років та старших.
Цивільне працевлаштоване населення становило 75 осіб. Основні галузі зайнятості: освіта, охорона здоров'я та соціальна допомога — 81,3 %, публічна адміністрація — 12,0 %, виробництво — 6,7 %.